# 장률
장률(張律, Zhang Lu, 1962년 ~ )은 한국계 중국인 영화 감독, 영화 각본가, 소설가이다. 현재는 한국에 정착하여 연세대학교 글로벌인재대학 문화미디어 전공 및 커뮤니케이션 대학원 영상학 전공 교수로도 활동하고 있다.

## 생애

### 출생
장률은 1962년 5월 30일 중국 옌지에서 태어났다. 초등학교 시절에는 연변의 돈화라는 한족들이 사는 마을에서 살았고, 그 이후 다시 옌지로 이사가서 대학까지 그곳에서 생활하였다.

### 문학인으로 삶
장률은 연변 대학 중국 문학과를 졸업하고, 공부를 계속하여 연변 대학 중문학 교수까지 된다. 이후 베이징에서 소설을 쓰며 1986년 등단을 하였다. 그는 자신이 문학적으로 영향을 많이 받은 작가로 홍루몽을 쓴 조설근을 꼽는다. 또한 서양 작가 중에는 카프카를 좋아했다고. 이후 1989년 이후에는 소설 쓰는 것을 그만 두었다. 글을 쓰는 것을 그만두게 된 계기 중의 하나로 그는 보르헤스의 책을 읽은 것을 이야기했는데, 이미 보르헤스가 다 썼는데 더 이상 쓸게 없다고 생각이 들었다고.

### 영화인으로 삶
장률은 39살이라는 다소 늦은 나이에 감독이 되겠다는 결정을 내렸다. 영화 감독을 하게 된 계기가 다소 독특하다. 영화 감독을 하던 친구와 말싸움을 하다가 아무나 만들 수 있는게 영화라고 말했던 것으로 시작하여 그 날로 바로 시나리오를 작성하였고, 그렇게 만든 작품이 《11세》이다. 그는 복잡하게 생각하지 않고 리듬과 정서에만 초점을 맞추었고, 《11세》는 대사 없이 사운드와 음악만 있는 단편이 되었다. 이 영화로 장률은 베니스 영화제 단편 부문에 초청받기도 했다. 영화를 시작하기 전에는 예술영화를 한 편도 못 봤다고 한다. 《11세》 이전에 장률이 알고 있었던 영화는 헐리우드 영화밖에 없었다고. 이후 2003년, 실질적 데뷔작이라고 할 수 있는 첫 번째 장편인 《당시》를 만들었다. 장률은 소설을 쓸 때부터 늘 집에만 틀어박혀 있었다고 한다. 영화를 찍을때에도 계속 그 방식을 유지하면서 그는 영화를 만드는 것이 고독과 싸우는 것과 같다고 말했다. 그는 영화 교육을 받은 적이 없기 때문에 영화는 이래야 한다는 관념도 없었다. 표현하고자 하는 정서와 스타일에만 집중했다고 한다. 《당시》에 이어 《송사》, 《원곡》으로 이어지는 3부작을 계획하고 있고, 촬영방식은 《당시》처럼 시나리오 없이 진행한다고 한다. 《당시》로 장률은 로카르노 영화제에 가게되었고, 뿐만 아니라 밴쿠버, 런던, 홍콩, 그리고 전주영화제에서 상영되었다. 국내에서는 《망종》이 칸 영화제 비평가 주간에서 수상하면서 유명해지기 시작했다. 《망종》은 이탈리아에서 열리는 제 41회 페사로영화제에서 대상, 10회 부산국제영화제 뉴커런츠상을 수상하기도 했다. 감독이 재중동포 출신인만큼 한국, 중국, 조선족 자치구의 인물들을 주로 찍는다. 2013년에는 고향을 떠나 온 외국인 노동자 14명의 이야기를 담은 다큐멘터리 영화 《풍경》을 찍었다. 건조하고 담백하게 하층민들의 암울한 삶이 주를 이루지만 2014년 《경주》에서는 이전의 색과는 다른 모습을 엿볼 수 있다. 1995년 한국을 방문하여 경주를 간 경험을 바탕으로 찍은 영화 《경주》의 시나리오는 보름만에 썼다고 한다. 《경주》에서도 감독의 한시 사랑을 알 수 있는데, 중국 만화의 아버지로 불리는 펑 즈카이의 "人散後,一钩新月天如水. 사람들 흩어진 후에 초승달이 뜨고 하늘은 물처럼 맑다."라는 시화가 등장한다. 2015년 서울노인영화제 개막작 제작지원 감독으로 선정되어 《필름 시대의 사랑(가제)》이 3월 중순에 크랭크업을 했다. 제8회 서울노인영화제 개막작으로 국내 프리미어 상영될 예정이다.

## 평가
재중동포 출신의 정체성을 필름속에 오롯이 녹아낸다는 평가를 받고 있다. 김지미 평론가는 그에 대하여 어디에서 영화를 찍어도 경계인만이 가진 거리감을 확보할 줄 아는 감독이라고 평가하면서, 그 거리감을 통해 그는 일상의 공간에서 삶과 죽음과 욕망과 초월을 아무렇지 않게 접속시키며 현실 속의 인물을 관념의 세계로 침잠시켰다가 다시 비루한 욕망으로 아무렇지 않게 던져버린다고 말하였다. 영화인으로써 장률 역시도 경계인의 정체성을 가지고 있지만 《경주》이후로 한국의 영화를 만드는 한국 영화 감독으로 인식되기 시작되었다.

## 작품
| 연도 | 제목                             | 크레디트 | 크레디트 | 크레디트 | 비고                         | 참고   |
| 연도 | 제목                             | 연출     | 제작     | 각본     | 비고                         | 참고   |
| ---- | -------------------------------- | -------- | -------- | -------- | ---------------------------- | ------ |
| 2001 | 《11세》                         | 예       | 아니요   | 아니요   | 단편 영화                    | [ 7 ]  |
| 2003 | 《당시》                         | 예       | 아니요   | 예       |                              |        |
| 2005 | 《망종》                         | 예       | 아니요   | 예       |                              |        |
| 2006 | 《사실》                         | 예       | 아니요   | 아니요   | 단편 영화                    | [ 8 ]  |
| 2006 | 《경계》                         | 예       | 아니요   | 예       |                              |        |
| 2007 | 《중경》                         | 예       | 아니요   | 예       |                              | [ 9 ]  |
| 2007 | 《궤도》                         | 아니요   | 프로듀서 | 아니요   |                              | [ 10 ] |
| 2008 | 《이리》                         | 예       | 아니요   | 예       | 김성태와 공동 각본           |        |
| 2009 | 《두만강》                       | 예       | 아니요   | 예       |                              |        |
| 2012 | 《주리》                         | 아니요   | 아니요   | 예       | 단편 영화 윤성호와 공동 각본 | [ 11 ] |
| 2013 | 《이방인들: 디지털삼인삼색2013》 | 예       | 아니요   | 아니요   | 옴니버스 영화 〈풍경〉 수록  | [ 12 ] |
| 2013 | 《풍경》                         | 예       | 예       | 아니요   | 장편 다큐멘터리 영화         |        |
| 2014 | 《경주》                         | 예       | 예       | 예       |                              |        |
| 2015 | 《동행》                         | 예       | 아니요   | 예       | 단편 영화                    | [ 13 ] |
| 2015 | 《필름시대사랑》                 | 예       | 아니요   | 예       |                              |        |
| 2016 | 《춘몽》                         | 예       | 예       | 예       |                              |        |
| 2018 | 《군산: 거위를 노래하다》        | 예       | 예       | 예       |                              |        |
| 2020 | 《후쿠오카》                     | 예       | 예       | 예       |                              |        |

## 작품 내역

### 11세
- 축구를 좋아하고 민감하고 내향적인 11세의 소년이 친구들과 축구를 하면서 겪는 이야기이다.
- 연변대학에서 교수로 재직하다가 천안문 사태에 연류되어 해직당한 후 10년 간 아내가 버는 돈으로 살다가 친구와의 설전 끝에 영화감독으로 데뷔하여 처음으로 찍은 영화이다.
- 영화를 찍을 돈이 없어서 친구들에게 돈을 빌려 단편의 형태로 제작되었다.
- 영화를 처음 찍었기 때문에 후반 작업할 여력이 부족하여, 친구 이창동 감독을 만나러 무작정 한국으로 들어왔고 이창동 감독의 도움으로 후반 작업을 마무리하였다.

### 당시
- 수전증을 가진 중년 소매치기 남자의 이야기이다.
- 장률 감독의 첫 장편 데뷔작품이다.
- 소매치기 역을 연기한 사람은 대학교수이자 소설가였다고 한다. 그는 영화 속 주인공의 말과 행동을 이해할 근거를 설명해달라고 감독에게 요구했지만 장률은 말해주지 않았다고 한다.
- 국내에서는 전주국제영화제를 통해 소개되었고 1년 후 정식 개봉했다.[14]

### 망종
- 김치를 파는 조선족 여성 최순희를 주인공으로 하는 영화이다.
- 장률 감독은 망종을 통해서 보편생활에서 경험할 수 있는 일종의 테러리즘을 다룬 것이라고 말했다.
- 제 27회 더반 국제영화제 감독상, 여우주연상(류연희) 수상
- 제 32회 시애틀 국제영화제 뉴디렉터스 경쟁부문 심사위원 특별상 수상
- 제 15회 인스브루크 국제영화제 Province of Tyrol Award 수상
- 제 23회 시네마노보 영화제 경쟁부문 카리부상 수상
- 제 12회 브졸 국제 아시아영화제 골든 씨클로상 수상

### 중경
- 이리역 폭발사고를 바탕으로 기획된 영화이다. 영화의 전반부는 중국에서 촬영하고 후반부는 한국에서 촬영하기로 설정해 두었는데, 충칭에서 촬영한 전반부가 길어져서 따로 장편 영화인 중경이라는 이름으로 개봉하였다.

### 이리
- 이리역 폭발사고를 바탕으로 기획된 영화로 중경의 후반부에 해당하는 영화이다.
- 제 3회 로마 국제영화제 Cinema 2008 Official Competition 출품
- 제 19회 후쿠오카 국제영화제 포커스 온 아시아 Feature Program: The Latest Korean Films Collection 출품

### 경계
- 몽골과 중국의 경계에 있는 마을을 배경으로 탈북자 여성의 이야기를 담은 영화이다.
- 몽골의 사막과 초원에서 올 로케이션으로 촬영하였다.

### 두만강
- 두만강을 배경으로 경계지역인 한 마을에서 조선족 소년과 북한 소년의 우정과 인생을 담은 영화이다.
- 제 15회 부산국제영화제 넷팩상(아시아영화진흥기구상) 수상

### 풍경
- 장률의 첫 다큐멘터리 영화이다.
- 대한민국에서 일하고 있는 14명의 외국인노동자들을 인터뷰하는 방식으로 진행된다.
- 제 1회 들꽃영화상 최우수 다큐멘터리상 수상[15]

### 경주
- 장률 감독의 첫 로맨스 코메디 영화이다.
- 한 교수가 7년 전 본 춘화를 찾으러 경주에 가서 겪는 하룻밤 동안의 이야기를 담은 영화이다.
- 제 2회 들꽃영화상 심사위원특별상(신민아) 수상[16]
- 제 15회 부산영화평론가협회상 기술상, 대상 수상
- 제 34회 한국영화평론가협회상 감독상 수상

## 통계 정보[17]
| 영화 제목    | 비고           | 개봉 년도 | 누적관객수 |
| ------------ | -------------- | --------- | ---------- |
| * 《11세》   | 단편영화       | 2001년    |            |
| * 《당시》   | 장편영화       | 2003년    | 263명      |
| * 《망종》   | 장편영화       | 2005년    | 2,871명    |
| * 《사실》   | 장편영화       | 2006년    |            |
| * 《경계》   | 장편영화       | 2006년    | 973명      |
| * 《중경》   | 장편영화       | 2007년    | 1,144명    |
| * 《이리》   | 장편영화       | 2008년    | 2,277명    |
| * 《두만강》 | 장편영화       | 2009년    | 2,270명    |
| * 《풍경》   | 다큐멘터리영화 | 2013년    | 1,700명    |
| * 《경주》   | 장편영화       | 2014년    | 63,517명   |

## 수상 내역
| 연도 | 시상식                      | 부문                | 작품              | 결과     |
| ---- | --------------------------- | ------------------- | ----------------- | -------- |
| 2014 | 씨네21 영화상               | 올해의 감독         | 《경주》          | 수상     |
| 2014 | 제34회 한국영화평론가협회상 | 감독상              | 《경주》          | 수상     |
| 2014 | 제15회 부산영화평론가협회상 | 대상                | 《경주》 《풍경》 | 수상     |
| 2014 | 제1회 들꽃영화상            | 최우수 다큐멘터리상 | 《풍경》          | 수상     |
| 2017 | 제12회 파리한국영화제       | 페이사쥬            | 《춘몽》          | 특별언급 |
| 2017 | 제18회 부산영화평론가협회상 | 심사위원특별상      | 《춘몽》          | 수상     |

- 2004년 제9회 부산국제영화제 부산영상위원회상
- 2005년 제10회 부산국제영화제 뉴커펀츠 부문 대상
- 2005년 제58회 칸 영화제 비평가주간 프랑스독립영화배급협회상
- 2005년 제41회 페사로국제영화제 뉴시네마 부문 대상
- 2006년 제32회 시애틀국제영화제 신인감독 심사위원특별상
- 2006년 제12회 프랑스브졸아시아영화제 대상
- 2006년 벨기에 시네마노보영화제 대상
- 2010년 제15회 부산국제영화제 아시아영화진흥기구상
- 2010년 제15회 부산국제영화제 넷팩상
- 2010년 제3회 이스트웨스트국제영화제 최우수 감독상